# Digimon
Digimon (デジモン Dejimon) markedsført som Digimon: Digital Monsters, stiliseret som DIGIMON, kort for "Digital Monsters" (デジタルモンスター Dejitaru Monsutā),er en populær japansk tegneserie som er kommercielt markedsført i en række produkter, som manga, anime, legetøj, videospil, spillekort og andet. De digitale monstre er skabninger som lever i en form for digital verden, en parallel verden som har sin oprindelse i Jordens forskellige kommunikationsnetværk. Den mest kendte digimon er Agumon.
Nogle Digimon opdrages af mennesker kaldet "Digiudvalgte" ("Udvalgte Børn" i den japanske version), og de udgør et hold som skal prøve at besejre onde Digimon og fjendtlige personer som prøver at tilintetgøre den Digitale Verden.
Franchisen blev skabt i 1997 som en serie af virtuelle kæledyr, beslægtet med - og inspireret i stil af - den dengang moderne Tamagotchi. Væsenerne blev først designet til at se nuttede og ikoniske ud, selv på de lille enheders små skærme: på senere udgaver fik de tilføjet en skarpere kant, påvirket af amerikanske tegneserier. Franchisen fik for alvor momentum da den første anime, Digimon Adventure, og et tidligt videospil, Digimon World, blev tilføjet og udgivet i 1999. Flere sæsoner af serien og film baseret derpå er blevet udgivet, og videospilserien er blevet udvidet til genre som rollespil, ræs, kamp, og MMORPGs. Andre medieforme er også blevet udgivet.
Serien, som blev kendt gennem TV kanalen Fox Kids (nu Jetix), blev skabt af Bandai, Toei Animation og Akiyoshi Hongo og begyndte på fjernsyn den 7. marts 1999 i Japan. Serien havde premiere dagen efter den første Digimon-film blev lanceret.
Digimon hævdes ofte af kritikere for at være en efterligning af Pokémon, selvom begge serierne kom frem på nogenlunde samme tid, og har helt forskellige tilgange til monster konceptet.

## Digimon (monstrene)
Digimon udklækkes fra æg kaldet Digi-Æg (デジタマ, Digitama?). De udvikler sig via en proces kaldet "Digivolving", der ændrer deres udseende og øger deres fysiske kræfter. Nogle Digimon opfører sig som vildtlevende, vilde dyr, men de fleste besidder menneskelig intelligens, evnen til at tale og personlighedstræk. Det er blevet nævnt, hvis en Digimon adskilles fra sin partner, så vil den begynde at blive svagere. Et eksempel på dette er Yolei Inoue's partner, Poromon. Da Yolei var væk, på en klassetur til Kyoto, begyndte Poromon at føle sig svagere for hver dag der gik.
Den første Digimon sæson Digimon Adventure, introducerer Digimons livscyklus: De ældes på samme måde som rigtige levende organismer, men dør ikke under normale omstændigheder, fordi de er lavet ud af data. Gamle Digimon og Digimon, der modtager fatale sår opløses og forsvindender i stumper af data. De data sammensætter så sig selv til et Digiæg, og den pågældende Digimon går så gennem sin livscyklus igen. Digimon, der er genopstået på denne måde vil sommetider bevare nogle eller alle deres erindringer om deres tidligere levetid. Men hvis en Digimons data "downloades" som vist i Digimon Tamers (sæson 3), hvorfra alle data fra en døende Digimon absorberes af en anden, eller hvis data er helt slettet eller ødelagt, vil de permanent dø. I særlige tilfælde, genopstår Digimon ikke på trods af deres data stadig er eksisterende. Et godt eksempel er Wizardmon fra den første sæson (Digimon Adventure), hvis data forblev i den virkelige verden efter hans død, og var derfor ikke omkonfigureret.

## Anime

### TV-serier
Digimon-animeserien blev produceret af Toei Animation go Bandai Japan. I 1999 blev en animeserie godkendt, som de første Digimon-film blev vist i biografen. Oprindeligt skulle Digimon Adventure have været en kortfilm, men efter at storyboardet blev færdiggjort, blev den lavet om til en TV-serie i stedet. Der er blevet produceret adskillelige animeserier. Kun de første to sæsoner er blevet eftersynkroniseret til dansk.

#### Oversigt
| Nr.   | Nr.   | Titel                          | Afsnit       | Oprindeligt sendt | Oprindeligt sendt  | Netværk  |
| Nr.   | Nr.   | Titel                          | Afsnit       | Først sendt       | Sidst sendt        | Netværk  |
| ----- | ----- | ------------------------------ | ------------ | ----------------- | ------------------ | -------- |
|       | 1     | Digimon Adventure (1999)       | 54           | 7. marts 1999     | 26. marts 2000     | Fuji TV  |
|       | 2     | Digimon Adventure 02           | 50           | 2. april 2000     | 25. marts 2001     | Fuji TV  |
|       | 3     | Digimon Tamers                 | 51           | 1. april 2001     | 31. marts 2002     | Fuji TV  |
|       | 4     | Digimon Frontier               | 50           | 7. april 2002     | 30. marts 2003     | Fuji TV  |
|       | 5     | Digimon Data Squad             | 48           | 2. april 2006     | 25. marts 2007     | Fuji TV  |
|       | 6     | Digimon Fusion                 | 79           | 6. juli 2010      | 25. marts 2012     | TV Asahi |
|       | 7     | Digimon Universe: App Monsters | 52           | 1. oktober 2016   | 30. september 2017 | TV Tokyo |
|       | 8     | Digimon Adventure (2020)       | 67           | 5. april 2020     | 26. september 2021 | Fuji TV  |
|       | 9     | Digimon Ghost Game             | 67+1 special | 3. oktober 2021   | 26. marts 2023     | Fuji TV  |
| I alt | I alt | I alt                          | 519 afsnit   |                   |                    |          |

### Film
Adskillelige Digimon-novellefilm blev udgivet i Japan, nogle af hvilke havde forbindelse til de TV-serier, der blev sendt på det tidspunkt.
1. Digimon Adventure / Digimon: Filmen (1999)
2. Digimon Adventure: Our War Game! / Digimon: Filmen (2000)
3. Digimon Adventure 02: Part 1: Digimon Hurricane Touchdown!! / Part 2: Supreme Evolution!! The Golden Digimentals / Digimon: Filmen (2000)
4. Digimon Adventure 02: Revenge of Diaboromon (2001)
5. Digimon Tamers: Battle of Adventurers (2001)
6. Digimon Tamers: Runaway Locomon (2002)
7. Digimon Frontier: Island of Lost Digimon (2002)
8. Digital Monster X-Evolution (2004)
9. Digimon Savers: Ultimate Power! Activate Burst Mode!! (2006)
10. Digimon Adventure 3D: Digimon Grand Prix! (2009)
11. Digimon Savers 3D: The Digital World in Imminent Danger! (2009)
12. Digimon Adventure tri. Chapter 1: Reunion (2015)
13. Digimon Adventure tri. Chapter 2: Determination (2016)
14. Digimon Adventure tri. Chapter 3: Confession (2016)
15. Digimon Adventure tri. Chapter 4: Loss (2017)
16. Digimon Adventure tri. Chapter 5: Coexistence (2017)
17. Digimon Adventure tri. Chapter 6: Future (2018)
18. Digimon Adventure: Last Evolution Kizuna (2020)[1][2]
19. Untitled Digimon Adventure 02 film[3][4]

## Videospil
- Digimon Rumble Arena (2002)
- Digimon Rumble Arena 2 (2004)
- Digimon All-Star Rumble (2014)

## Kortspil
The Digimon Collectible Card Game is a card game based on Digimon, first introduced in Japan in 1997 and published by Bandai. The third season (Digimon Tamers) utilized this aspect of the franchise by making the card game an integral part of the season. Versions of the card game are also included in some of the Digimon video games including Digital Card Battle and Digimon World 3.

## Digivolving
Digivolving er den proces, hvorved en Digimon udvikler sig og vokser til større og mere kraftfulde former. Selvom ordet Digivolving er en forkortelse for "Digital udvikling", er Digivolving i virkeligheden mere lignende en forvandling, i det at Digivolving ændrer en Digimon fra en form til en anden (hvilke undertiden kan være meget forskellige i udseende) meget hurtigt.
Digivolving for Digimon svarer til aldring for mennesker – det er generelt en envejs rejse, hvorved en Digimon vil vokse ind i en ny form, som de bliver ældre og får kamperfaring og data. Men, at skifte fra en form til en anden bliver gradvist sværere. Derfor vil meget få Digimon nogensinde naturligt Digivolve ind i deres endelige og mest kraftfulde former.
Men for de udvalgte Digimon, der er partnere med De Digi-udvalgte børn, bliver Digivolving langt mere fleksibel. Digimon som har et specielt bånd med et menneske er i stand til Digivolve lettere, generelt ved brug af en Digivice ejet af mennesket. I sådanne tilfælde får Digimon overført store mængder af energi og er derfor i stand til øjeblikkeligt at Digivolve til et højere niveau. Men disse Digimon vil normalt Digivolve tilbage til en lavere form efter en kamp. Nogle partner-Digimon er også i stand til at bruge særlige former for Digivolving som ikke naturligt er til rådighed for vilde Digimon. Disse omfatter bl.a. Armor Digivolving. I nogle tilfælde har Digimon også fået evnen til at Digivolve i højere former af andre, meget stærke Digimon. I Digimon Tamers var Impmon i stand til at Digivolve ind i hans mega form ved hjælp af en magt givet til ham af Zhuqiaomon, og i Digimon Adventure, kunne Agumon og Gabumon Warp-digivolve til deres mega levels, ved hjælp af Angewomon og Angemon.
Under Digivolving, ændres en Digimons udseende, men også mange af dens andre klassifikationer (såsom type og familie) ændres også nogle gange. Digimon'ens kampevne stiger markant, og det resulterer i at Digimonen kan anses for at være af en anden art. Men Digimon arter, der er forbundet via Digivolving er ofte ens i udseende. For eksempel er Agumon en lille dinosaur Digimon, hans Digivolvede form er Greymon, en langt større fuldvoksen dinosaurer, og så til MetalGreymon, en stor pansret dinosaur med vinger. Men Digimon kan sommetider som sagt Digivolve i til nogle der ser meget anderledes. Salamon er en hund-lignende Digimon, men Digivolver til Gatomon, en kat-lignende Digimon. Gatomon er i stand til yderligere at Digivolve til Angewomon, en to-benet engel med vinger.